# Glatzer Neiße
Die Glatzer Neiße (polnisch Nysa Kłodzka, tschechisch Kladská Nisa) ist ein 182 Kilometer langer linker Nebenfluss der Oder in den Woiwodschaften Niederschlesien und Opole.

## Name
Der Fluss wurde zusammen mit der Stadt Glatz erstmals im Jahr 981 als „iuxta flumen nomine Nizzam“ schriftlich erwähnt. Der Name leitet sich wahrscheinlich von der indogermanischen Verbalwurzel *neid- mit der Bedeutung „strömen“ ab.

## Verlauf
Die Glatzer Neiße entspringt am Eschenberg bei Jodłów (Thanndorf) im Glatzer Schneegebirge an der Grenze Polens zu Tschechien. Sie durchfließt die Städte Międzylesie (Mittelwalde), Bystrzyca Kłodzka (Habelschwerdt) und Kłodzko (Glatz) und verläuft dann zunächst nach Osten. Weitere Städte am Fluss sind Paczków (Patschkau), Otmuchów (Ottmachau), Nysa (Neisse), Lewin Brzeski (Löwen) und Skorogoszcz (Schurgast). Nach 195 Kilometern mündet sie bei dem Dorf Rybna (Riebnig) südöstlich von Brzeg (Brieg) in die Oder.
An der Glatzer Neiße befinden sich zwei Stauseen. Das Jezioro Otmuchowskie (auch Jezioro Zaporowe) mit einer Größe von 20 km² wurde zwischen 1926 und 1932 erbaut. Das Jezioro Nyskie (auch Jezioro Głębinowskie) mit 22 km² Wasserfläche wurde 1971 errichtet, dabei wurden unter anderem die Orte Głębinów (Glumpenau), Roßhof und Miedniki (Kupferhammer) überflutet.

## Pläne zur Festlegung des Flusslaufes als deutsch-polnische Grenze
Die Glatzer Neiße war während des Zweiten Weltkrieges zwischen den Alliierten zeitweilig als künftiger Grenzfluss zwischen Polen und Deutschland im Gespräch. Dies hätte den Verbleib eines großen Teils Schlesiens einschließlich der Provinzhauptstadt Breslau bei Deutschland bedeutet.
Auf Grund der von dem sowjetischen Machthaber Josef Stalin gegenüber der in London ansässigen polnischen Exilregierung geltend gemachten Forderung nach Festlegung der Curzon-Linie als Westgrenze der Sowjetunion entwickelte die Exilregierung ihrerseits den Gedanken einer polnischen Westgrenze entlang der Oder und der Neiße, ohne jedoch auf die Ostgebiete Polens nach dem Stand vom 1. September 1939 verzichten zu wollen. Der britische Premierminister Winston Churchill zeigte auf der Konferenz von Teheran sein Einverständnis zu Stalins Plänen durch Markierung der Nachkriegsgrenzen Polens mit Hilfe von drei Streichhölzern. Da die Exilregierung dieser Neuabgrenzung ihre Zustimmung verwehrte, schuf Stalin vollendete Tatsachen mit der Installation des Lubliner Komitees als polnischer Regierung. In einem Geheimabkommen vom 26. Juli 1944 erkannte diese Regierung die Curzon-Linie an und stellte die Forderung nach einer künftigen Westgrenze entlang der Oder und der Lausitzer Neiße. Auf der Konferenz von Jalta wurde die neue Ostgrenze Polens von den Alliierten anerkannt, jedoch zur künftigen Westgrenze wegen der vorgesehenen Vertreibung der Deutschen und daraus erwachsender Probleme noch keine Einigung erzielt. Die westlichen Alliierten gingen zunächst noch von den deutschen Ostgrenzen von 1937 aus, akzeptierten aber bald die Abtrennung von Ostpreußen und Hinterpommern sowie Teilen Ober- und Niederschlesiens.
Unter der Voraussetzung der Bildung eines bürgerlich-demokratischen polnischen Staates und freier Wahlen stimmten Großbritannien und die USA im Oktober 1944 letztlich widerwillig zu, den Verlauf der polnischen Westgrenze nicht an der Glatzer, sondern der Lausitzer Neiße zu orientieren und damit fast ganz Schlesien polnisch werden zu lassen. Churchill äußerte seine Bedenken mit der Bemerkung: „Man solle die polnische Gans nicht so voll deutscher Nahrung stopfen, dass sie Bauchschmerzen bekomme.“ Diese einstweilige deutsch-polnische Grenze wurde zunächst auf der Konferenz von Potsdam 1945 fixiert, von der DDR 1950 im Görlitzer Abkommen und von der Bundesrepublik Deutschland 1970 im Zuge der Ostpolitik unter Bundeskanzler Willy Brandt anerkannt, endgültig dann nach der Wiedervereinigung Deutschlands 1990 (siehe auch Oder-Neiße-Grenze).